# بيك دي لا مونتاو
بيك دي لا مونتاو (بالإنجليزية: Bec de la Montau)‏ هو أحد جبال سلسلة جبال الألب بينيني وجزء من القمة الأم يقع في كانتون فاليز, سويسرا. يبلغ ارتفاع الجبل حوالي 2922 متر، بينما يبلغ ارتفاع نتوء الجبل 95 متر.